# Calyptrophora agassizii
Calyptrophora agassizii is een zachte koraalsoort uit de familie Primnoidae. De koraalsoort komt uit het geslacht Calyptrophora. Calyptrophora agassizii werd in 1894 voor het eerst wetenschappelijk beschreven door Studer. 